# حذف حین دوش

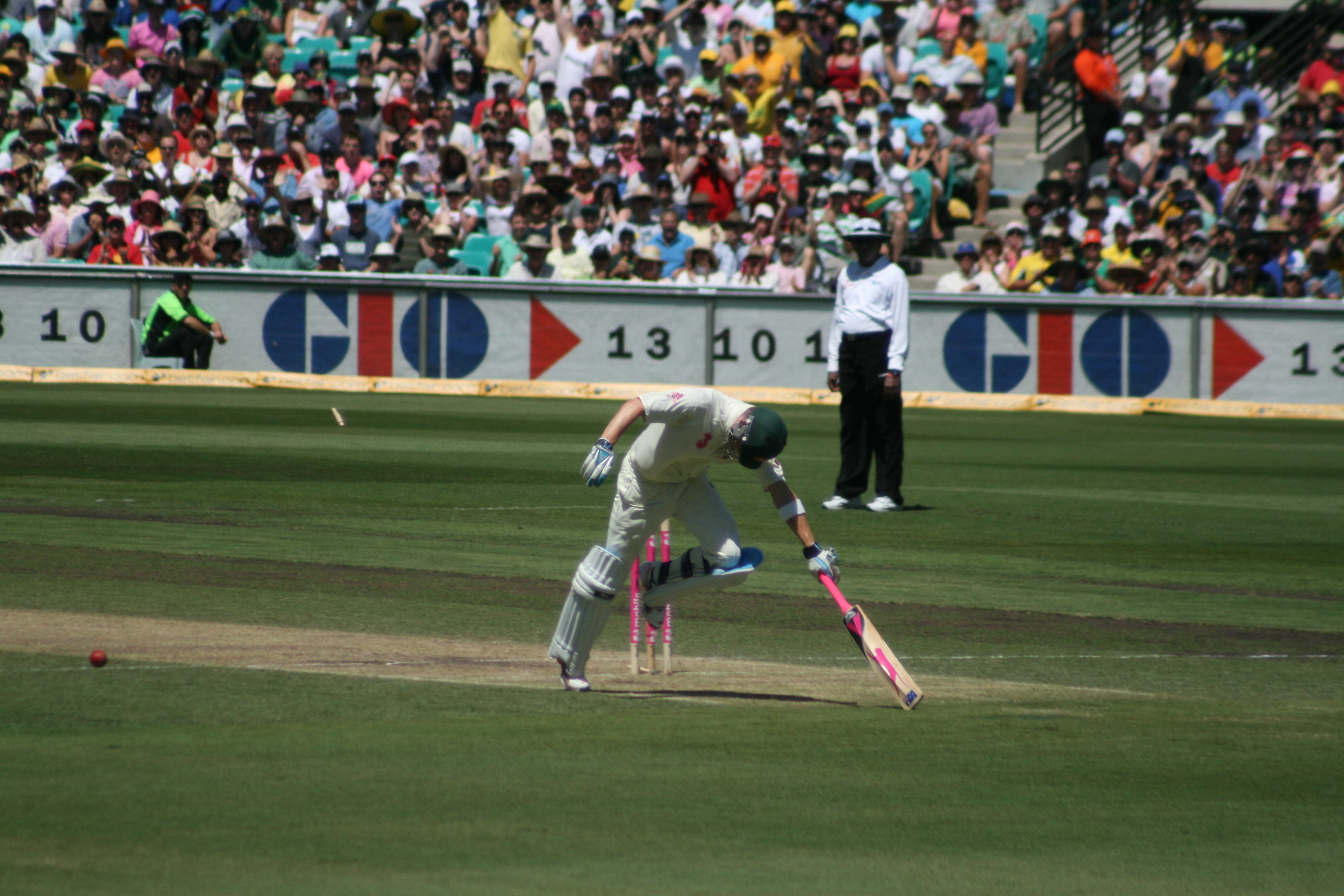
مایکل ملارک در تلاش برای حذف نشدن حین دوش

حذف حین دوش (به انگلیسی: Run out) یکی از راه‌های سوختن در ورزش کریکت است. ضوابط مربوط به آن در قانون ۳۸ کریکت مدون شده‌اند.